# ARA-A1 (Spanje)

De ARA-A1

De ARA-A1 is een Spaanse autosnelweg in Aragón. De snelweg begint bij de N-2, kruist de AP-2 in Villafranca de Ebro en eindigt bij de A-222 in El Burgo de Ebro. De snelweg is 5,2 kilometer lang. Er wordt schaduwtol geheven (concessie tot 2036). Het eerste deel van de ARA-A1 werd geopend op 15 juli 2008.